# コリン・オ・メアラ
コリン・オ・メアラ（Colin O'Meara、1963年8月30日 - ）は、カナダの俳優、声優。

## 人物
ネルバナ製作版の『タンタンの冒険』のタンタンを担当し有名になる。他にも日本製アニメの『セーラームーン』シリーズのレギュラーや欧米のカートゥーン等の声を当てている。俳優としては脇役が多い。

## 主な出演作品

### テレビアニメ
- タンタンの冒険（タンタン）
- 美少女戦士セーラームーン（元基お兄さん ）※英語名はアンドリューという
  - 美少女戦士セーラームーンR（元基お兄さん）
- ネッズニュート（リンダのパパ）
- パワーストーン

### テレビドラマ
- キャプテンパワー（ファル）
- アボンリーへの道（バック・ホーガン、副シェフ）
- トータル・リコール・ザ・シリーズ（メイナー2）

### 映画
- パートナー・イン・アクション（警察官）